# San Marino en los Juegos Olímpicos de Salt Lake City 2002
San Marino estuvo representado en los Juegos Olímpicos de Salt Lake City 2002 por un deportista masculino que compitió en esquí alpino.
El portador de la bandera en la ceremonia de apertura fue el esquiador alpino Gian Matteo Giordani. El equipo olímpico sanmarinense no obtuvo ninguna medalla en estos Juegos.